# 徳島県鳴門病院附属看護専門学校
徳島県鳴門病院附属看護専門学校（とくしまけんなるとふぞく かんごせんもんがっこう）とは、地方独立行政法人徳島県鳴門病院が運営する徳島県鳴門市撫養町斎田にある専修学校である。

## 学科
- 看護学科3年制

## 沿革
- 1954年（昭和29年）10月 - 健康保険鳴門病院付属准看護学院を設置。
- 1973年（昭和48年）03月 - 健康保険鳴門病院付属准看護学院を廃校。
- 1973年（昭和48年）09月 - 健康保険鳴門病院付属高等看護学院開校。（全日制・2年課程）。
- 1977年（昭和52年）02月 - 健康保険鳴門病院付属高等看護学院（全日制・3年課程）第一部併設の許可。
- 1977年（昭和52年）04月 - 健康保険鳴門病院付属高等看護学院・第一部（3年課程）を新設。2年課程を第二部と改称、健康保険鳴門病院付属高等看護学院「第一部・第二部制」として再発足。
- 1977年（昭和52年）04月 - 健康保険鳴門病院付属高等看護学院の新校舎完成。
- 1977年（昭和52年）09月 - 専修学校として発足し『健康保険鳴門看護専門学校』と改称。
- 1979年（昭和54年）03月 - 健康保険鳴門看護専門学校・第二部（全日制・2年課程）の閉校。
- 1979年（昭和54年）04月 - 健康保険鳴門看護専門学校（全日制・3年課程のみ）改組。
- 1995年（平成07年）02月 - 文部省告示により、課程修了者への専門士の称号を付与開始。
- 2013年 - 健康保険鳴門病院は、地方独立法人徳島県鳴門病院に改組。

## 所在地
- 〒772-0002 徳島県鳴門市撫養町斎田字見白36-1

## 交通アクセス
- JR鳴門線撫養駅下車、徒歩約20分程度。
- JR鳴門駅下車、鳴門市営バス乗車約10分程度。北泊線・里浦栗津線・引田線・循環バス）
- JR鳴門駅下車、タクシー乗車、約5分程度。